# Mychajło Horyń
Mychajło Mykołajowycz Horyń, ukr. Михайло Миколайович Горинь (ur. 17 czerwca 1930 we wsi Kniesioło, zm. 13 stycznia 2013 we Lwowie) – ukraiński polityk, dysydent, brat Mykoły i Bohdana.

## Życiorys
Z wykształcenia był psychologiem, w latach 1949–1955 studiował na Uniwersytecie Lwowskim. W 1953 usunięto go z uczelni za odmowę wstąpienia do Komsomołu, za wstawiennictwem rektora został przyjęty z powrotem. Aresztowany pierwszy raz w 1965, po kilkumiesięcznym śledztwie skazany na 6 lat łagru o zaostrzonym reżimie. W 1967 skazany na karę 3 lat pozbawienia wolności o najcięższym reżimie, zwolniony pod koniec 1971. W czerwcu 1982 skazany na 10 lat łagru i 5 lat zesłania.
Należał do Ukraińskiej Grupy Helsińskiej, Ukraińskiego Związku Helsińskiego, a w latach 1992–1995 przewodniczył Ukraińskiej Partii Republikańskiej. Współorganizował Ludowy Ruch Ukrainy na rzecz Przebudowy. W latach 1990–1994 zasiadał w Radzie Najwyższej. Od 1997 należał do Republikańskiej Partii Chrześcijańskiej.
Pochowany na Cmentarzu Łyczakowskim we Lwowie.
Odznaczony ukraińskimi: Orderem Wolności, Orderem Jarosława Mądrego, Orderem „Za odwagę” I klasy i Orderem „Za zasługi”.